# Angelos Basinas
Angelos Basinas (grekiska: Άγγελος Μπαισνάς), född 3 januari 1976 i Sparta, Aten, Grekland, är en grekisk före detta fotbollsspelare. Han är även en före detta lagkapten för Greklands landslag.

## Klubblag

### Panathinaikos
Angelos Basinas startade sin proffskarriär i Panathinaikos, där han 2004 var med om att vinna både ligan och Grekiska cupen. Efter att ett bråk bröt ut mellan Basinas, hans manager och Panathinaikos ledning så släpptes Basinas av klubben 21 september 2005. Då hade Basinas varit i klubben 10 år och spelat över 200 matcher, gjort många avgörande mål både i ligaspelet och i de Europeiska cuperna.

### Mallorca
Basinas ryktades under vinterns transferfönster 2006 vara på gång till Birmingham City, Everton, AEK Aten och Olympiakos men hamnade till slut i La Liga-laget Mallorca. Under andra halvan av säsongen 2005/2006 hjälpte Basinas Mallorca att undvika nedflyttning, genom att vara en av de mer framträdande spelarna. Under hans andra år i klubben hjälpte han till att föra upp Mallorca på en hedrande 7:e plats, endast 1 poäng från 6:e platsen som hade inneburit spel i Europa. Han släpptes av Mallorca 1 juli 2008 efter att hans kontrakt med klubben gick ut.

### AEK Aten
31 juli 2008 skrev Basinas på ett 4-årskontrakt med AEK Aten. Trots att AEK Aten var förhandsfavoriter till ligaguldet så underpresterade klubben under första halvan av säsongen, och guldet var tidigt förlorat. Det i sin tur gjorde att Basinas ryktades flytta under vinterns transferfönster.

### Portsmouth
2 februari 2009 bekräftades det att Portsmouth värvar Basinas och att man har skrivit kontrakt över 18 månader. Basinas debuterade 7 februari 2009 mot Liverpool. Bara några timmar efter debuten så blev managern Tony Adams, han som värvade Basinas, sparkad och ersatt av Paul Hart. Under den nya managern så fick Basinas sparsamt med speltid och spelade endast 3 matcher under våren. Trots att han knappt fick någon speltid under hans första säsong sa Basinas att han ville stanna och kämpa om en plats i startelvan. När Avram Grant blev ny manager så hade Basinas fortsatt att imponera och en omröstning på Portsmouth hemsida 23 januari 2010 visade att han uppskattades av Pompeys fans. 77 % av dem som röstade ansåg att “Basinas är kreativ och måste spela”, och endast 2 % ville att han skulle lämna klubben. Med Basinas i laget nådde Portsmouth till FA-cup filnal 2010 där Chelsea blev för svåra.

### Arles-Avignon
Sommaren 2010 skrev Basinas på för franska Arles-Avignon i Ligue 1. Kontraktet bröts dock bara 2 månader senare.

## Internationellt
Basinas gjorde landslagdebut mot El Salvador den 18 augusti 1999, och gjorde sitt första mål bara några dagar senare, även det i en matchen mot El Salvador. Sedan debuten var Basinas given i den grekiska truppen.
Han var en nyckelspelare under EM 2004, där han slog in en straff i Greklands 2-1-seger mot hemmanationen Portugal i öppningsmatchen. I finalen, även den mot Portugal, slog Basinas hörnan som ledde fram till Angelos Charisteas som kunde avgöra matchen och se till att Grekland vann guld.
Efter att Theodoros Zagorakis slutade i landslaget tog Basinas över kaptensbindeln. Han gjorde sin 100:e match i VM-kvalet mot Israel 1 april 2009. Han blev då den andra grek att ha gjort 100 landskamper.

## Meriter
Panathinaikos
- Grekiska Superligan: 1996, 2004
- Grekiska cupen: 2004

Grekland
- EM Guld: 2004